# Neutrality Patrol

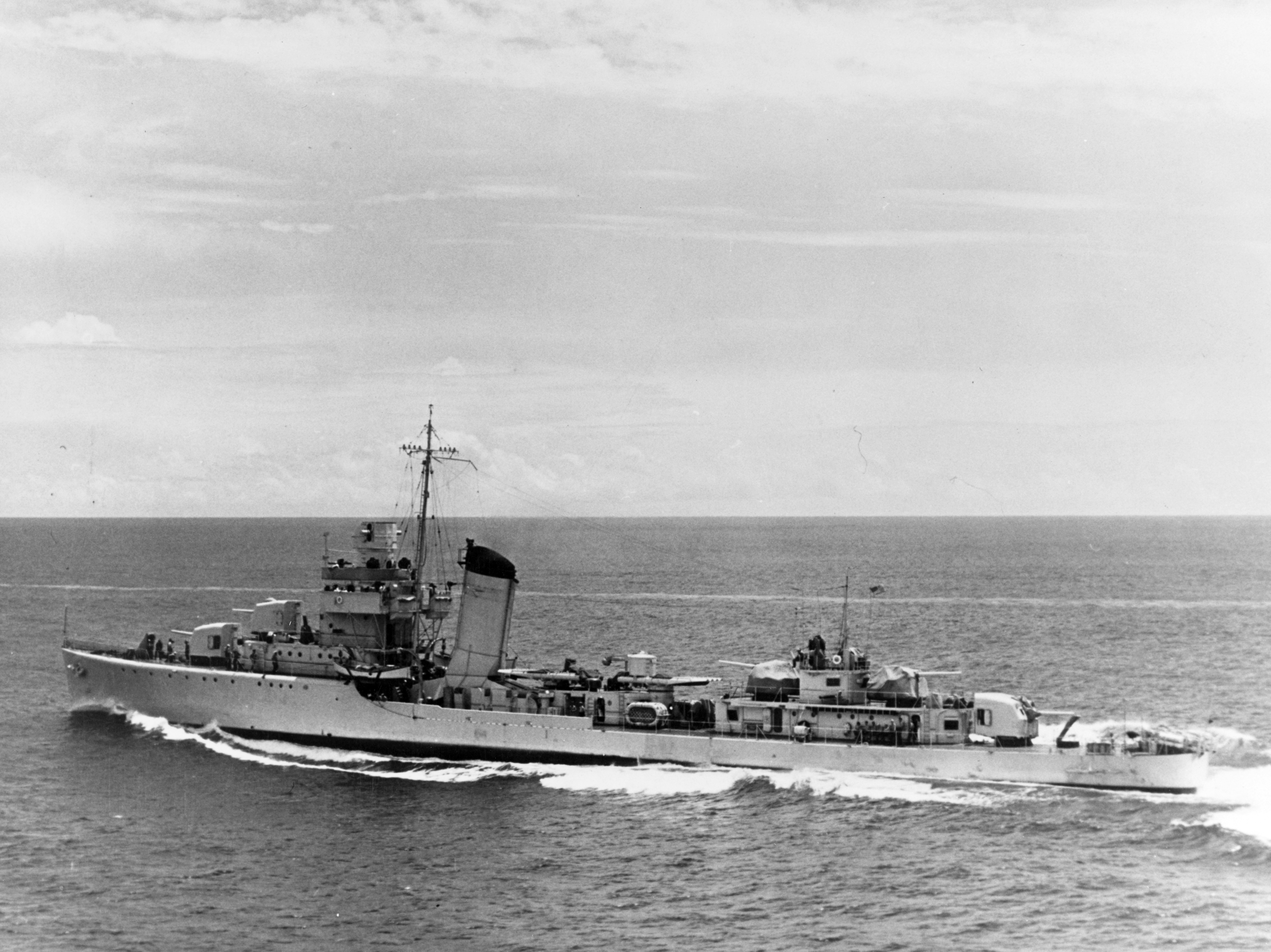
Il cacciatorpediniere USS Anderson (DD-411) durante un pattugliamento nell'Atlantico il 29 giugno 1941, con uno schema di colorazione inusuale e senza identificativi.

La Neutrality Patrol fu un servizio di pattugliamento delle acque del nord Atlantico durante la seconda guerra mondiale effettuato dalla United States Navy e dalla United States Coast Guard fino all'entrata in guerra degli Stati Uniti avvenuta l'8 dicembre 1941 con l'attacco di Pearl Harbor, in quella che venne denominata la Battaglia dell'Atlantico.

## Antefatti
Dopo la dichiarazione di guerra, Regno Unito, Francia e Germania tentarono di limitare la capacità dei loro avversari di importare materie prime e manufatti. Le marine belligeranti vennero schierate per intercettare navi in grado di trasportare tali importazioni. Le navi che eludevano le pattuglie navali nemiche in mare aperto affrontarono una sfida finale avvicinandosi alla costa atlantica europea, dove navi da guerra belligeranti e aerei di pattuglia si riunirono intorno al Regno Unito adiacente alle rotte commerciali oceaniche della Germania. Il Regno Unito e la Francia controllavano vasti territori d'oltremare nel 1939, mentre la Germania aveva perso il suo impero coloniale come riparazione di guerra nel 1919. I porti marittimi e gli aeroporti dell'impero francese e britannico consentivano alle navi da guerra e agli aerei alleati di pattugliare in tutto il mondo, mentre le navi da guerra tedesche controllavano pochissimi luoghi in cui potevano fare benzina e rifornirsi in sicurezza e le operazioni degli aerei militari tedeschi erano effettivamente limitate al territorio occupato. Il Regno Unito e la Francia avevano più navi da guerra della Germania; quindi le navi da guerra tedesche facevano affidamento su occultamento, velocità o mimetizzazione per evitare la distruzione. Gli U-Boot erano più numerosi e attivi nelle aree costiere europee, mentre alcuni incrociatori, navi da guerra e predoni mercantili tedeschi intercettarono navi alleate sugli itinerari del commercio oceanico.
Durante la prima guerra mondiale, le navi da guerra tedesche in inferiorità numerica avevano spostato le aree di pattugliamento dal Regno Unito all'Atlantico per disperdere le forze navali alleate avversarie. Dopo il rifornimento a Newport, Rhode Island il 7 ottobre 1916, l'U-53 affondò cinque navi mercantili alleate il giorno successivo in acque internazionali al largo delle coste degli Stati Uniti. Sebbene il K/L Hans Rose seguisse scrupolosamente il diritto internazionale, la perdita di carichi di esportazione americani fece infuriare gli americani, poiché i cacciatorpediniere neutrali della Marina degli Stati Uniti vennero obbligati a farsi da parte mentre osservavano le navi mercantili vicine affondare e prendere a bordo i marinai delle navi affondate.

## La zona di neutralità

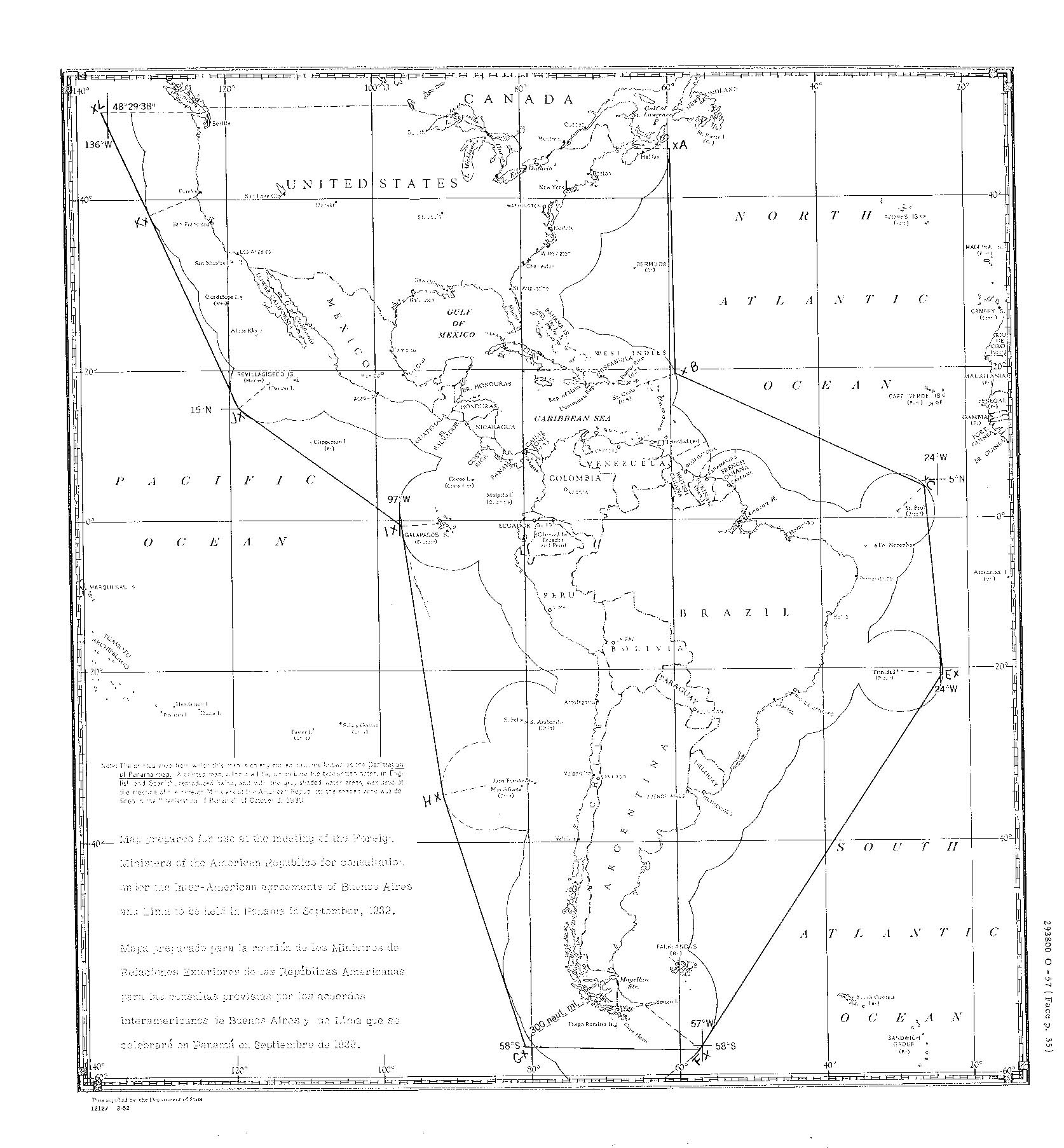
Mappa della zona di sicurezza marittima creata dalla Dichiarazione di Panama nell'ottobre 1939, basata su linee rette tra punti circa 300 miglia nautiche al largo.

Il 4 settembre 1939, il Chief of Naval Operations (CNO) ordinò all'Atlantic Squadron d'istituire una pattuglia aerea e navale combinata per osservare e riferire i movimenti di navi delle nazioni in guerra all'interno di una linea che si estendeva a est da Boston a 65 gradi ovest e da lì a sud fino al 19º parallelo e verso il mare intorno alle Isole Sottovento e Sopravento Meridionali. Il concetto di una pattuglia di neutralità navale all'interno di quella zona venne presentato ad una Conferenza dei ministri degli Esteri delle Repubbliche Americane convocata a Panama il 25 settembre. Dopo un ampio dibattito, la conferenza concordò la Dichiarazione di Panama il 2 ottobre 1939, per estendere la zona di neutralità a sud-ovest parallelamente alla costa nord-orientale del Sud America a circa 300 miglia (480 km) al largo.
Nonostante il nome, la Neutrality Patrol favorì notevolmente gli inglesi, poiché la Royal Navy aveva un accesso molto più ampio all'Atlantico. Mentre le navi navali e gli aerei militari tedeschi potevano operare solo dalla costa europea per intercettare le navi britanniche, le navi tedesche potevano essere intercettate dalle forze militari britanniche che operavano dal Regno Unito, dal Canada, da Terranova, dal Labrador, da Gibilterra, dalla Sierra Leone, dal Gambia, dalla Nigeria, dal Sudafrica, dal Togoland britannico, dal Camerun britannico, dalle Isole Falkland, dalla Georgia del Sud, da Sant'Elena, dall'Isola di Ascensione, dalle Bermuda, dalla Giamaica, Trinidad, dalle Barbados, dalle Bahamas, dalle Isole Sottovento britanniche, dalle Isole Sopravento britanniche, dalle Isole Vergini britanniche, dall'Honduras britannico e dalla Guyana britannica.

## Organizzazione
Le navi da battaglia USS Arkansas, Texas e New York con la portaerei USS Ranger (con gli squadroni aerei VB-4, VF-4, VS-41 e VS-42 imbarcati) formarono una forza di riserva ad Hampton Roads per supportare le seguenti pattuglie:
- Patrol Zero: la Destroyer Division 18, composta da USS Davis, Jouett, Benham e Ellet, venne assegnata alla stazione di pattugliamento zero da Terranova a sud fino al 40º parallelo.[6]
- Patrol One: i cacciatorpediniere USS Hamilton e Leary vennero assegnati alla stazione di pattugliamento uno lungo una linea nord-ovest-sud-est al largo di Georges Bank.[6]
- Pattrol Two: i cacciatorpediniere USS Hopkins e Goff, con i velivoli dello squadrone di pattugliamento VP-54 e la nave appoggio idrovolanti USS Owl, operavano da Newport, Rhode Island, tra il 38º e il 43º parallelo.[6]
- Patrol Three: i cacciatorpediniere USS Manley, Barry, Decatur, e Reuben James pattugliavano tra il 34º e il 38º parallelo con gli aerei del VP-52 e del VP-53.[6]
- Patrol Six: i cacciatorpediniere USS Babbitt e Claxton pattugliavano gli Stretti della Florida e il Canale dello Yucatán.[6]
- Patrol Seven ed Eight: gli incrociatori USS San Francisco e Tuscaloosa, con i cacciatorpediniere USS Broome, Borie, Simpson e Truxton, pattugliavano i Caraibi orientali a sud del 23º parallelo con gli aerei del VP-33 e del VP-51 supportati dalle navi appoggio idrovolanti USS Lapwing, Gannet, e Thrush.[6] La Gannet  e la Thrush stabilirono una base per idrovolanti a Porto Rico.[7]
- Patrol Nine: gli incrociatori USS Quincy e Vincennes pattugliavano entro 300 miglia (480 km) dalla costa tra Newport e Capo Hatteras.[6]

## Comunicazioni
Gli ordini del CNO del 4 settembre ordinavano alle pattuglie di segnalare i movimenti delle navi delle nazioni in guerra in codice. Le navi della Marina degli Stati Uniti vennero inizialmente istruite a evitare di fare qualsiasi rapporto mentre si trovavano in prossimità di tali navi per evitare l'esecuzione di un servizio non neutrale di rilevamento di direzione radio o l'impressione che fosse in corso un servizio non neutrale. Il 9 ottobre, il presidente Roosevelt incaricò la marina di trasmettere prontamente i rapporti in un inglese semplice; e la Neutrality Patrol venne incaricata il 20 ottobre di segnalare i contatti con trasmissioni radio in linguaggio semplice.

## Le nuove basi
Le pattuglie di neutralità iniziarono ad operare dalle Bermuda in seguito al Destroyers for Bases Agreement. La base venne commissionata il 7 aprile 1941; e la Carrier Division 3 (USS Ranger, Wasp e Yorktown) iniziò a utilizzare la base giorno seguente. Entro metà giugno gli incrociatori USS Memphis, Milwaukee, Cincinnati e Omaha stavano pattugliando da Trinidad a sud lungo la costa del Brasile.

## La scorta dei convogli
All'inizio del 1941, il presidente Roosevelt organizzò segretamente una task force 24 per la protezione delle navi, denominata Support Force, United States Atlantic Fleet, sotto il comando del contrammiraglio Arthur L. Bristol. Navi, aerei, fondi e personale vennero assegnati a gennaio e febbraio e le operazioni iniziarono a marzo. L'ammiraglio Bristol rimase a Washington, ma il materiale per le varie basi venne assemblato e spedito dalla stazione aeronavale di Quonset Point. L'ammiraglio Bristol insistette affinché tutti i documenti venissero distrutti quando un'operazione fosse stata completata. Il suo stato maggiore credeva che stesse seguendo le istruzioni presidenziali per evitare di rivelare operazioni che avrebbero potuto non avere l'approvazione dell'opinione pubblica. Gli sforzi per documentare le operazioni della Support Force dopo la guerra vennero scoraggiati per evitare di danneggiare l'opinione mondiale sull'integrità della neutralità degli Stati Uniti.
Per aumentare le unità della flotta già impegnate nella Neutrality Patrol che il presidente Roosevelt aveva collocato intorno alla costa orientale e ai porti del Golfo, la Marina degli Stati Uniti rimise in servizio 77 cacciatorpediniere e posamine leggeri che erano rimasti in riserva sia a Filadelfia che a San Diego. A Terranova il 9 agosto 1941, il presidente Roosevelt acconsentì a fornire cacciatorpediniere americani come scorta per il Canada verso l'Islanda parte dei convogli HX e verso ovest parte dei convogli ON. L'USS Greer ingaggiò in modo inefficace l'U-652 il 4 settembre; l'11 settembre il presidente Roosevelt dichiarò che le navi dell'Asse erano entrate nella zona di neutralità a proprio rischio ed ordinò alla Marina degli Stati Uniti di attaccare qualsiasi nave che minacciasse navi sotto scorta americana. L'HX-150 salpò il 16 settembre 1941, come primo convoglio con scorta americana. L'ON-18 salpò il 24 settembre come primo convoglio diretto a ovest con scorta americana. Il cacciatorpediniere classe Gleaves Kearny venne silurato mentre scortava il convoglio SC-48 il 17 ottobre 1941. Il cacciatorpediniere Reuben James venne silurato e affondato il 31 ottobre 1941, mentre scortava il convoglio HX-156 con una perdita di 100 uomini.

## Conseguenze
La Neutrality Patrol è stata uno degli obiettivi principali di una delle più grandi marine del mondo per il primo terzo della seconda guerra mondiale. L'Atlantic Squadron in quel periodo era composto da tre corazzate, quattro incrociatori pesanti, 29 cacciatorpediniere e una portaerei; e la loro missione principale venne confermata dalla sua redesignazione come Patrol Squadron il 1º novembre 1940. La Neutrality Patrol migliorò l'efficacia delle pattuglie alleate all'interno della zona di neutralità dichiarata. Il 12 luglio 1940, all'Assistente CNO Robert L. Ghormley venne ordinato in Gran Bretagna di standardizzare le comunicazioni di bordo tra navi da guerra britanniche e americane.
Il cacciatorpediniere della Royal Navy HMS Hyperion intercettò il transatlantico tedesco Columbus al largo delle Bermuda il 19 dicembre, dopo sei giorni di rapporti di posizione trasmessi via radio da tre ripetitori di cacciatorpediniere della Neutrality Patrol che seguivano il transatlantico da quando era partito da Veracruz. Roosevelt ordinò che tutti i rapporti sull'incidente dovessero indicare che l'Hyperion aveva incontrato il Columbus per caso. La Neutrality Patrol trasmise allo stesso modo rapporti di posizione via radio della petroliera britannica RFA Patella pochi giorni dopo, ragionevolmente fiduciosa che non ci fossero navi tedesche in posizione per l'intercettazione. Il mercantile tedesco Konsul Horn lasciò Aruba il 7 gennaio 1940, fingendosi una nave sovietica per evitare l'identificazione da parte della Neutrality Patrol. Il mercantile tedesco Helgoland salpò dalla Colombia il 24 ottobre 1940 e sfuggì ai tentativi di inseguimento da parte dei cacciatorpediniere della Neutrality Patrol. Allo stesso modo, il mercantile tedesco Rio Grande evitò la Neutrality Patrol salpando da Rio de Janeiro il 31 ottobre; ma l'USS Plunkett impedì alle navi tedesche Orinoco e Phrygia di lasciare Tampico, Messico il 15 novembre.
Per ogni incidente della Neutrality Patrol che segnalava una nave britannica nel Golfo del Messico, diverse navi tedesche venivano intercettate dalle unità della Royal Navy che rispondevano ai rapporti americani. Delle 211 navi mercantili tedesche che tentarono di rientrare in Germania negli ultimi quattro mesi del 1939, solo 32 (37%) delle 85 navi che lasciarono l'emisfero occidentale attraverso la dichiarata zona di neutralità ebbero successo, mentre 100 (80%) delle 126 che lasciarono altre parti del mondo sfuggirono con successo all'intercettazione alleata.